# مسعود سعد سلمان
مسعود سعد سلمان من شعراء الفرس. كان من أهالي جرجان في إيران. كان في خدمة ملوك الزياريين. والمعروف أن وفاته حدثت في سنة 515 هجرية.

## المصدر
- مسعود بن سعد بن سلمان اللاهوري - أبجد العلوم

## روابط خارجية
- مسعود سعد سلمان على موقع الموسوعة البريطانية (الإنجليزية)